# Thomas de York
Thomas de York  (cc 1220 - cc 1269) a fost un teolog franciscan și filosof scolastic din secolul al XIII-lea. A fost asociat cu Școala Franciscană din Oxford. 
Thomas de York a intrat în Ordinul Franciscan 1242 și a studiat la Universitatea din Oxford, unde a fost discipolul lui Robert Grosseteste. Mai târziu a fost liderul unității franciscane de la Cambridge. 
A scris o lucrare intitulată Manus quae contra Omnipotentem, în care ia apărarea ordinelor mendicante de atacurile lui Guillaume de Saint‑Amour. O altă lucrare atribuită lui se numește Sapientiale, care este un tratat de metafizică împărțit în șase cărti, al cărui obiect este expunerea acestei știinte potrivit principiilor lui Aristotel, lămurite cu sprijinul tuturor comentatorilor arabi cunoscuti pe atunci: Alfarabi, Avicenna, Averroes, la care se adaugă în mod firesc Gebirol și Maimonide. Cicero și Augustin reprezintă în opera lui traditia latină; Boethius și Anselm, pe cea medievală.